# Mond-, kaak- en aangezichtschirurgie
Mond-, kaak- en aangezichtschirurgie, meestal afgekort tot mka-chirurgie, is het medisch specialisme dat zich bezighoudt met het onderzoek en de chirurgische behandeling van aandoeningen van de mond, de kaak en het aangezicht. Mka-chirurgie is zowel een medisch als een tandheelkundig specialisme. Beoefenaars van het vak moeten daarom naast het tandartsdiploma ook in het bezit zijn van het artsdiploma. Na het behalen van beide diploma's dient men zich nog voor een periode van minstens 4 jaar verder te specialiseren in een van de universitaire ziekenhuizen. Het werkterrein van de mka-chirurg bevindt zich dan ook op het raakvlak van de tandheelkunde en de geneeskunde.
Tot het terrein van de mka-chirurg behoren onder andere:
- Aangeboren afwijkingen van de mond, de kaak en het aangezicht, bijvoorbeeld schisis en craniosynostosen.
- Fracturen van het aangezicht en de kaak.
- Tumoren van het hoofd-halsgebied.

## zie ook
- Kaakchirurgie